# Lounis Mattem
Lounis Mattem est un footballeur international algérien né le 4 mars 1942 à Sétif et mort le 5 novembre 2013. Il évoluait au poste de milieu offensif.
Surnommé le "feu follet", en raison de sa vivacité, il est le père du footballeur Réda Mattem.

## Biographie
Lounis Mattem compte quatre sélections en équipe nationale entre 1963 et 1965.
Il reçoit sa première sélection en équipe d'Algérie le 17 juin 1965, contre le Brésil.
Il remporte avec les clubs de l'ES Sétif et du CR Belouizdad, deux titres de champion d'Algérie, et quatre Coupes d'Algérie.

## Palmarès
- Champion d'Algérie en 1966 avec le CR Belouizdad et en 1968 avec l'ES Sétif.
- Vainqueur de la Coupe d'Algérie en 1963, 1964 et 1968 avec l'ES Sétif ; en 1966 avec le CR Belouizdad.